# Photisarath II
Phothisarath II (né en 1552 mort en 1627) nom complet Samdach Brhat-Anya Chao Bandita Buddhisa Raja Sri Sadhana Kanayudha [Phothisarath II] fut roi du royaume de Lan Xang de 1623 à 1627

## Biographie
Le roi Phothisarath II naît sous le nom de  Chao Ong-Lo, fils aîné de l'ancien roi Saensurin. Il porte le titre de Phya Mahanama and Brhat Chao Negara Luang Vijita Dutsidita Rajadhani Sikhutabuna-Luang. Gouverneur de Sikotabong l'actuelle Thakhek il est porté au trône par les nobles en 1622 après la disparition de l'héritier légitime connu sous le nom d' Upanyuvarath qui avait fait exécuter son père le roi Thammikarath. Le nouveau souverain meurt dès 1627 et la dynastie est rétablie en la personne de Mon Keo.